# های کلینگ
های کلینگ (به انگلیسی: High Kelling) یک روستا و محله مدنی در بریتانیا است که در North Norfolk واقع شده‌است.های کلینگ ۱٫۴۶ کیلومتر مربع مساحت و ۶۳۶ نفر جمعیت دارد.